# Durbaszka
Durbaszka (934 m) – mało wybitny szczyt górski w Małych Pieninach. Znajduje się w głównym grzbiecie Małych Pienin i przebiega przez niego granica słowacko-polska.
Durbaszka od południowej, słowackiej strony jest całkowicie porośnięta lasem. W lesie tym znajdują się wapienne skały zwane Kościelnymi Skałami. Z prześwitów między drzewami miejscami ładne widoki na Tatry. Na grzbiecie, oraz północnej, polskiej stronie wielkie połoniny opadające do doliny Grajcarka. Przed II wojną światową były to tereny uprawowe Łemków ze wsi Jaworki. Wypasano tu na łąkach bydło, część stoków była zaorana. Po wojnie i wysiedleniu Łemków, założono socjalistyczną spółdzielnię produkcyjną. Wybudowano dużą bacówkę nr 1 na wysokości 835 m. Okazała się jednak niepraktyczna, a gdy spółdzielnie upadły i bacówka niszczała, postanowiono ją adaptować na bazę harcerską. Obecnie jest to gruntownie zmodernizowane schronisko pod Durbaszką i punkt ratowniczy GOPR.
Z górnej, bezleśnej części grzbietu Durbaszki rozległe widoki na Pasmo Radziejowej i Pieniny Właściwe. Obecnie wypasane są tutaj stada owiec przez baców z Podhala. Można zejść nieznakowaną ścieżką i drogą obok schroniska do drogi Jaworki – Szczawnica, tuż przy parkingu przed Wąwozem Homole. Przy drodze kilka grup skałek wapiennych, m.in. Sołtysie Skały, Czerszlowe Skałki, Czerszla oraz orczykowy wyciąg narciarski.
Durbaszka znajduje się we wsi Jaworki w województwie małopolskim, w powiecie nowotarskim, w gminie miejsko-wiejskiej Szczawnica.

## Szlaki turystyki pieszej
od Drogi Pienińskiej grzbietem Małych Pienin przez Szafranówkę, Łaźne Skały, Cyrhle, Wysoki Wierch, Durbaszkę, Wysoką, Wierchliczkę, przełęcz Rozdziele do Przełęczy Gromadzkiej i na Wielki Rogacz w Beskidzie Sądeckim.

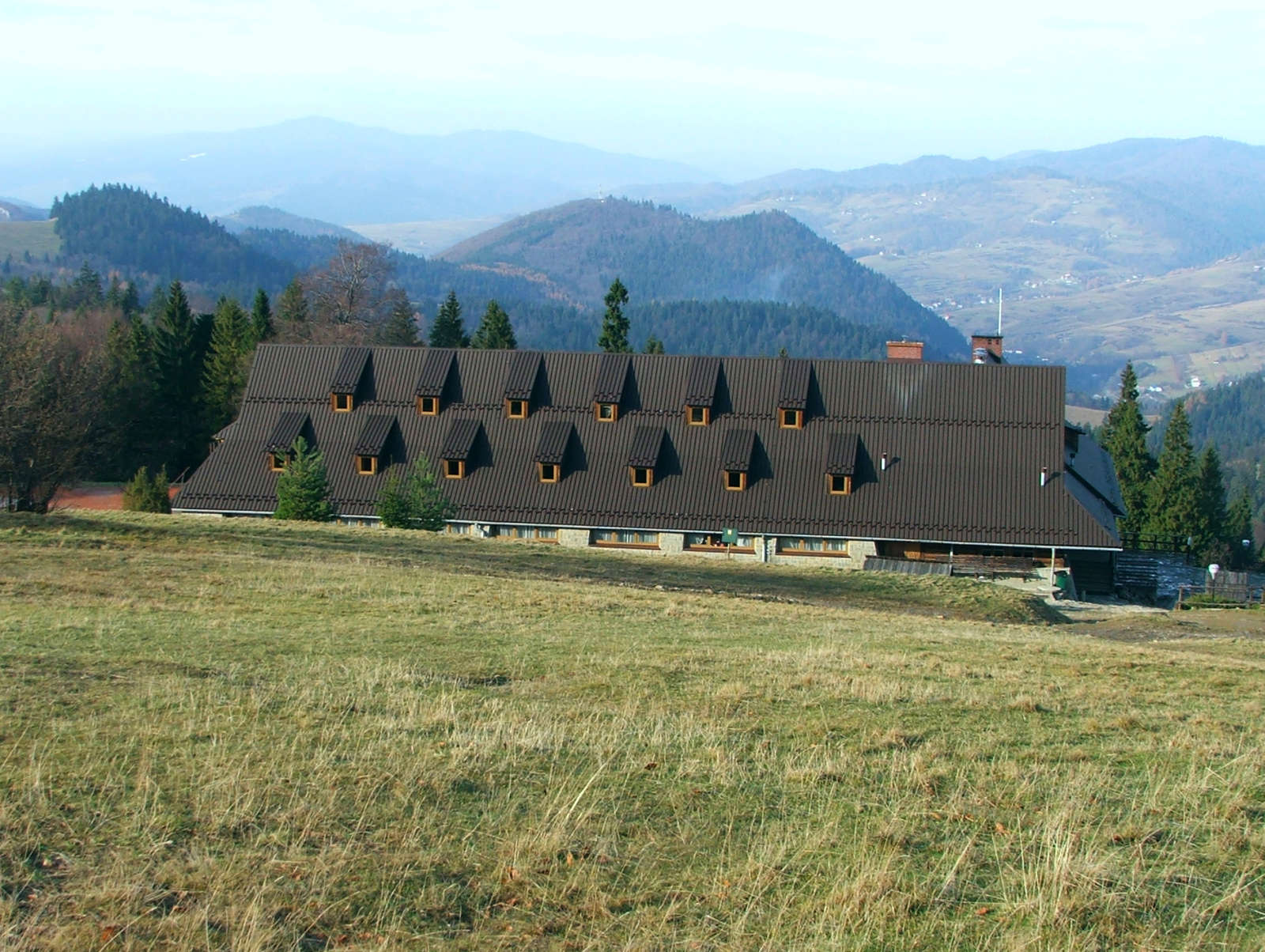
Schronisko pod Durbaszką. Ponad nim Jarmuta